# Plesiolena bonneti
Espèce
Synonymes
- Heteromigas bonneti Zapfe, 1961

Plesiolena bonneti est une espèce d'araignées mygalomorphes de la famille des Actinopodidae.

## Distribution
Cette espèce est endémique du Chili.

## Publication originale
- Zapfe, 1961 : La Familia Migidae en Chile. lnvestigaciones Zoologicas Chilenas, vol. 7, p. 151-157.